# Джеймс, Том
Том Дже́ймс (англ. Tom James; 11 марта 1984, Кардифф) — британский гребец, двукратный чемпион Олимпийских игр.

## Карьера
Участник Олимпийских игр 2004 и 2008 годов.
На Олимпиаде в Лондоне Джеймс в составе четвёрки вместе с Алексом Грегори, Питом Ридом и Эндрю Триггз-Ходжом выиграл золотую медаль.
Чемпион мира и двукратный бронзовый призёр мирового первенства.